# Евгени Черепов
Евгени Черепов е български писател.

## Биография и творчество
Евгени Черепов е роден на 29 юли 1981 г. в Стара Загора. Завършва семестриално строително инженерство в УАСГ, но не пише дипломна работа.
Негови разкази са публикувани в „Капитал Light“, „Литературен вестник“, „Сега“, „Гранта“, „Страница“ и др. През 2012 г. излиза първият му роман „Добавено лято“ (изд. „Сиела“), който получава съпътстваща награда за дебютна прозаична книга в конкурса „Южна пролет“ и влиза в краткия списък с номинации на Националната литературна награда „Елиас Канети“.
През 2016 г. завършва българска филология в ПУ „Паисий Хилендарски“ и започва да преподава литература в гимназиален етап. През 2020 г. е избран да получи плакет „Млад учител“ за високи постижения в областта на науката и образованието в община Стара Загора.
През 2024 г. излиза вторият му роман „Извън обхват“ (изд. „Жанет 45“). 